# Agnes de Silva
Agnes de Silva, född 1885, död 1961, var en lankesisk kvinnorättsaktivist. 
Hon spelade en ledande roll i kampanjen för kvinnlig rösträtt i sitt land. Hon var medgrundare och ordförande av Women's Franchise Union.